# Røysetfjord

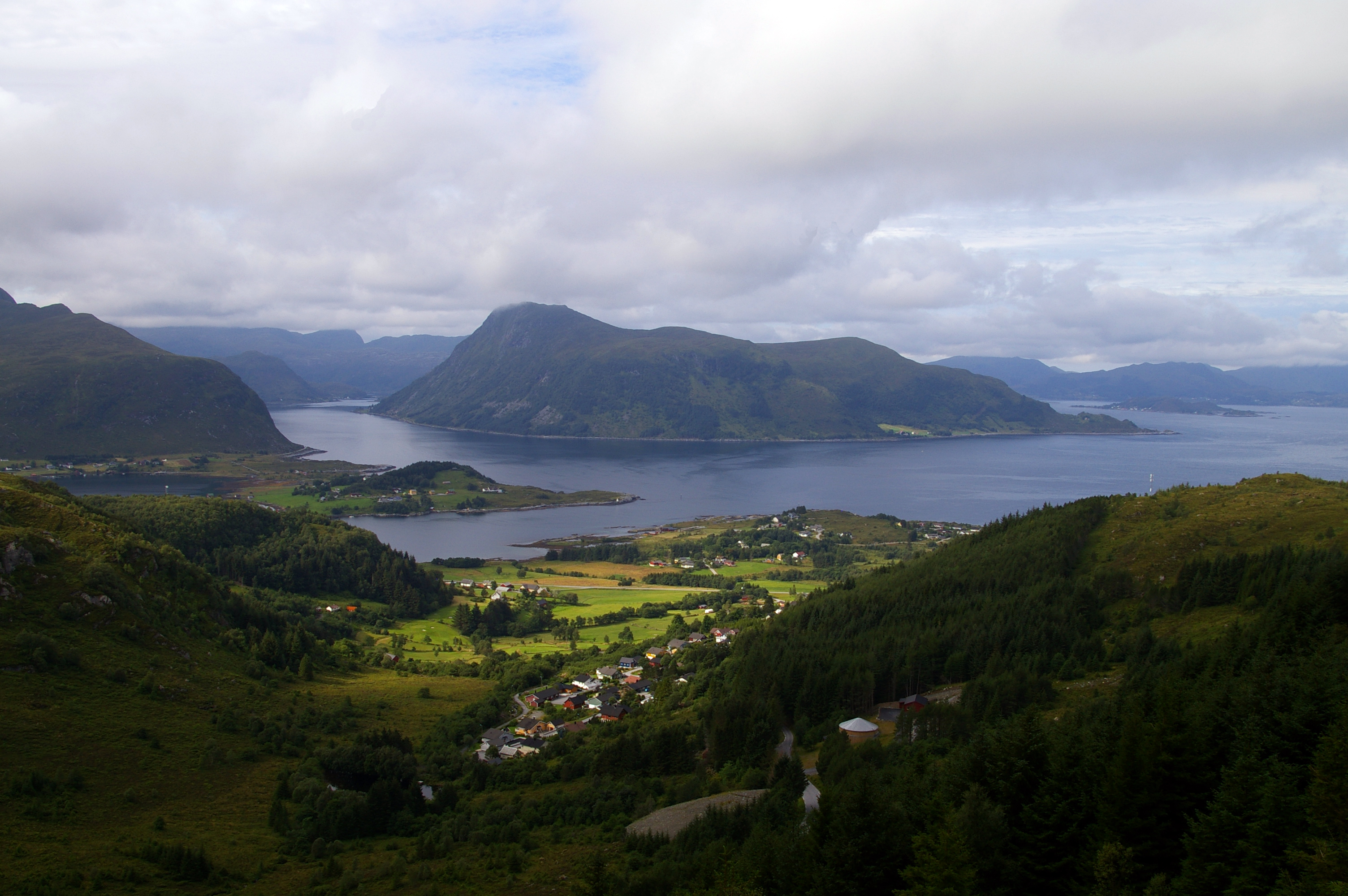
L’île de Barmøya (au centre), le Røysetfjord (juste en face de l’île) et Barmsund (à gauche), la péninsule de Salta (au centre à gauche) vus du nord-est

Le Røysetfjord (en norvégien : Røysetfjorden) est une continuation du détroit et du sud-est de la baie de Sildegapet sur la côte ouest du comté de Vestland, en Norvège. Il est situé dans son intégralité dans la municipalité de Stad et tire son nom du petit village de Røyset, sur la côté nord de l’île de Barmøya.
Le Røysetfjord s’étend entre les deux îles Selja au nord-est et Barmøya au sud-ouest sur environ 4,5 km de long du nord-ouest au sud-est. À son point le plus étroit, il mesure 2 km de large.
Au sud-est, à partir de la petite péninsule de Salta, le Moldeford rejoint le sud-est. Même avant Salta, le Hovsund bifurque vers le nord à Selje, le centre administratif de la municipalité. Il s’étend entre la péninsule de Stad (en norvégien : Stadlandet) et l’île de Selja. Là aussi, le Barmsund bifurque entre Barmøya et le continent au sud-ouest.
Le climat y est continental. La température moyenne annuelle est de 2° C. Le mois le plus chaud est juillet, avec 12° C en moyenne, et le mois le plus froid est février, avec -5° C.